# اهانت به ذات اقدس ملوکانه

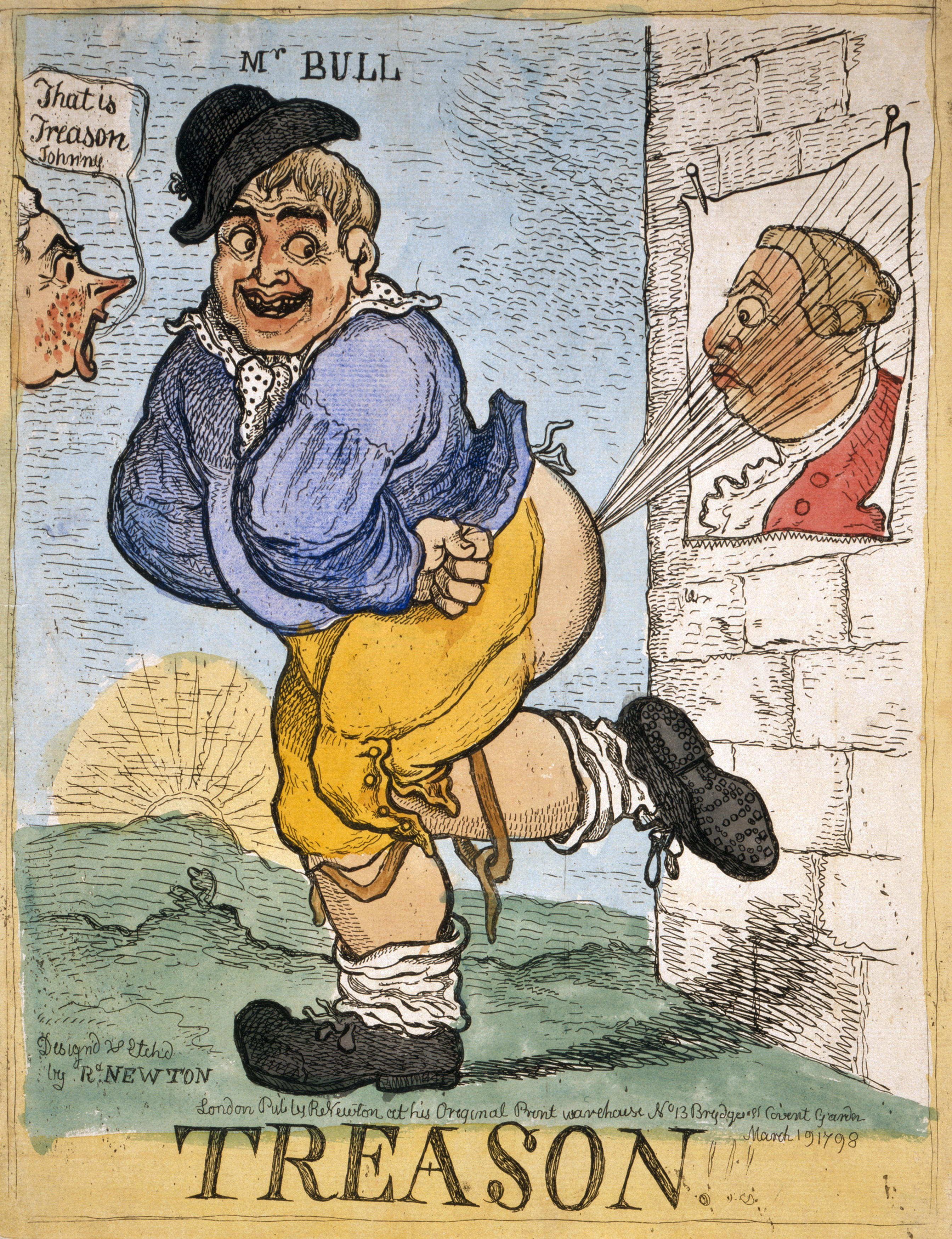
جان بول در حال گوزیدن بر تصویر جرج سوم، ۱۷۹۸

اهانت به ذات اقدس ملوکانه (به فرانسوی: Lèse-majesté) جرم توهین به‌شان و جایگاه پادشاه یا یک دولت است.
نخستین بار این گونه رفتار علیه جمهوری روم در روم باستان به عنوان جرم طبقه‌بندی شد.
با محو پادشاهی مطلقه در اروپا اهانت به ذات ملوکانه جرم کوچکتری تلقی شد. به هر روی برخی اقدامات بدخواهانه که زمانی اهانت به ذات ملوکانه طبقه‌بندی می‌شدند ممکن است هنوز به عنوان خیانت مورد پیگرد قرار گیرند.

## اروپا

### دانمارک
در دانمارک، فرمانروا در حفاظت قوانین عادی در خصوص تهمت قرار دارد بند (§ ۲۶۷ قانون نامه جزایی دانمارک تا چهار ماه زندان برای آن مجاز شمرده‌است) ولی بند §۱۱۵ اجازه می‌دهد مجازات عادی وقتی هدف تهمت، منصوب پادشاه باشد دو برابر شود. وقتی هدف، ملکه هم‌نشین، ملکه مادر ،یا ولیعهد باشد مجازات ممکن است تا ۵۰٪ افزایش یابد. سابقه ای از استفاده از §۱۱۵ در تاریخ وجود ندارد ولی کنشگران صلح سبز که در شامی در گردهمایی تغییرات آب‌وهوایی سازمان ملل ۲۰۰۹ بنری را بالای سر گرفتند تحت این بند متهم شدند. آنها نهایتاً از اتهام توهین به فرمانروا تبرئه شدند.

### هلند
در هلند مجرمین توهین کننده به شاه، جانشین و اقوامشان ممکن است تا ۵ سال زندان و جریمه محکوم شوند.
در ژوئیه ۲۰۱۶ یک مرد ۴۴ ساله به خاطر اتهام زدن به پادشاه هلند ویلم-آلکساندر به عناوین قاتل، دزد و متجاوز جنسی بودن به ۳۰ روز زندان محکوم شد.